# North South Line (Singapore)
De North South Line (NSL) (Maleis: Laluan MRT Utara Selatan; Mandarijn: 南北地铁线; Tamil: வடக்கு தெற்கு எம்ஆர்டி வழி.) is een metrolijn van het Mass Rapid Transit (MRT)-netwerk in de stad Singapore. De constructie van de lijn werd gestart in 1982 als de eerste lijn van het MRT. Zoals de naam aangeeft loopt de NSL van het noorden naar het zuiden op het eiland Singapore. Aan de noordkust volgt de lijn de kust naar het westen en buigt in de Woodlands weer terug naar het zuiden om opnieuw aan te sluiten op de East West Line.
Het gedeelte van de East West Line van City Hall (NS 25/EW 13) tot aan Lakeside (EW 26) hoorde in het eerste jaar van opening bij de NSL. 
De concessie voor de lijn is in handen van SMRT Corporation Ltd.

## Geschiedenis
De North South Line was de allereerste metrolijn in Singapore. Het traject is in gedeeltes geopend. 
Op 7 november 1987 opende het deel tussen Yio Chu Kang (NS 15) en Tao Payoh (NS19). Vooral in de drie daaropvolgende jaren werd de lijn snel uitgebreid. Daarna volgde nog meer uitbreidingen met als allerlaatste uitbreiding de doortrekking in 2014 naar het definitieve zuidelijke eindpunt station Marina South Pier.

## Bijzonderheden
- 44 kilometer lang, gedeeltelijk ondergronds van station Bishan (NS 17) tot Marina South Pier.
- 26 stations met ruimte voor een uitbreiding met 2 stations.
- Het volledige traject in een richting duurt een uur. De maximumsnelheid van de metrostellen op deze lijn is 80 km/h.
- Het traject is aangelegd in 1.435 mm normaalspoor. Voeding is met behulp van een derde rail waar 750 volt gelijkspanning wordt geleverd.

## Galerij

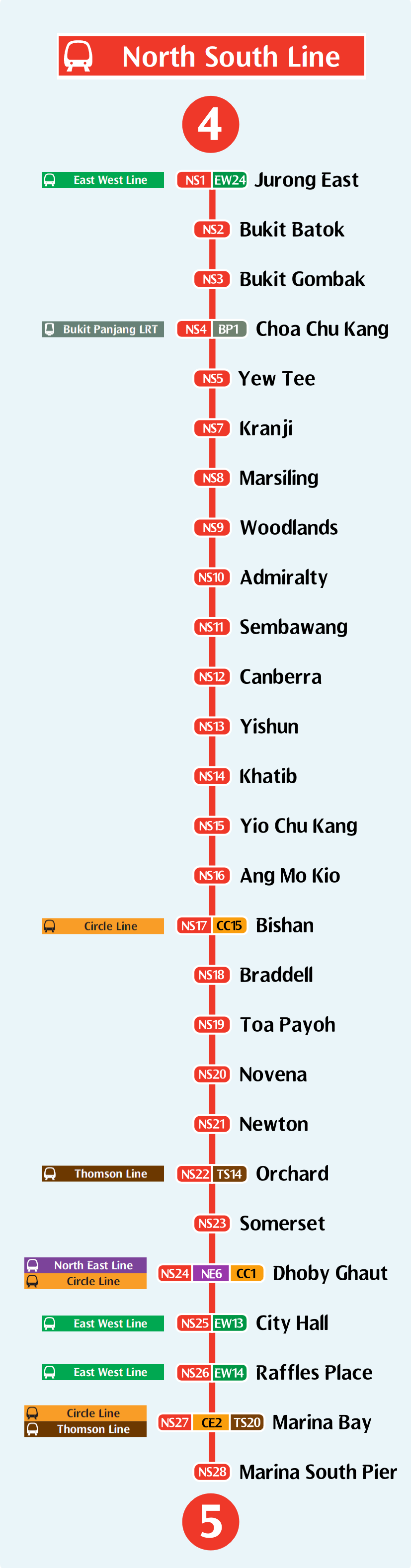
Schema traject (2017)
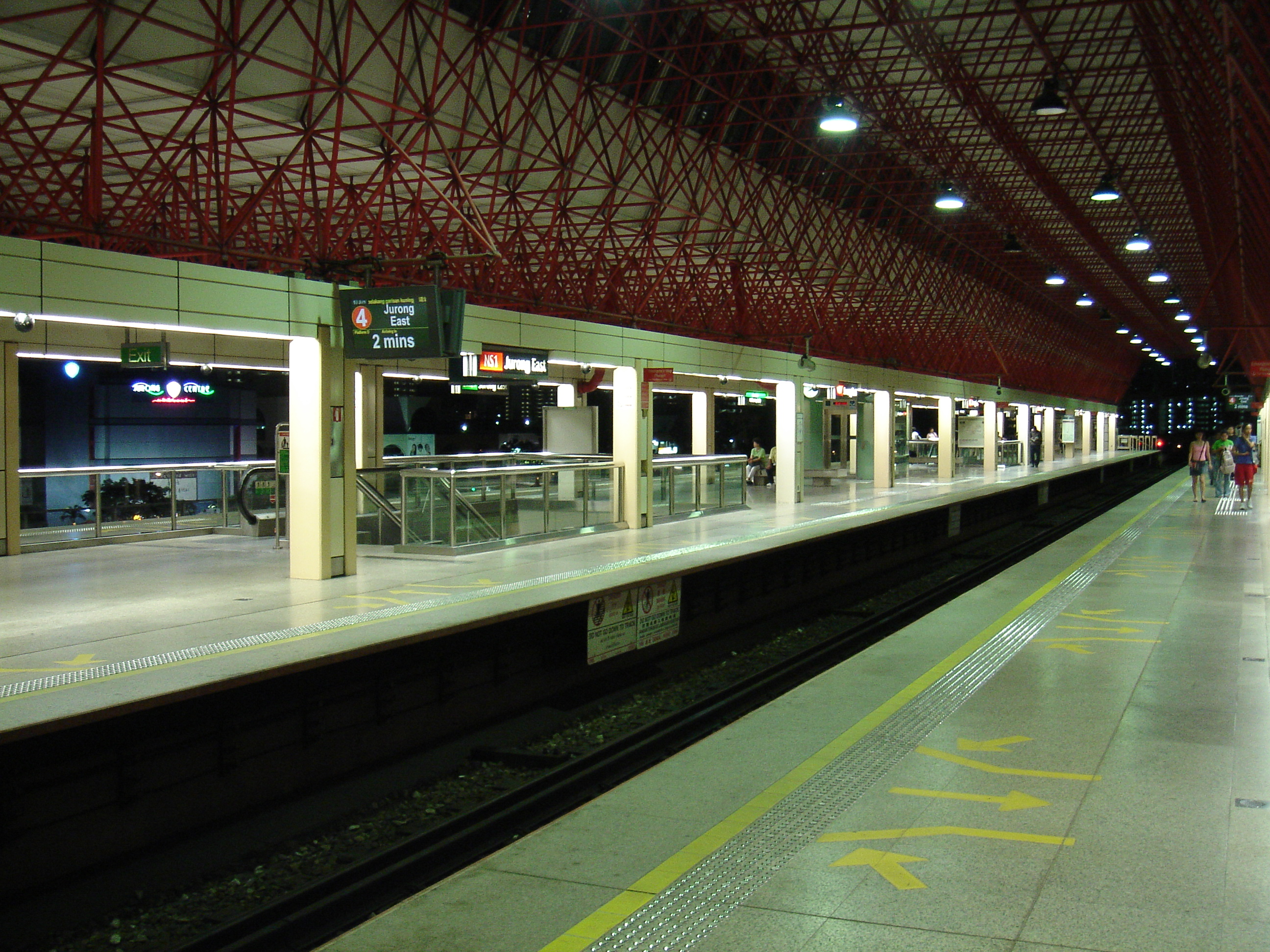
Jurong East
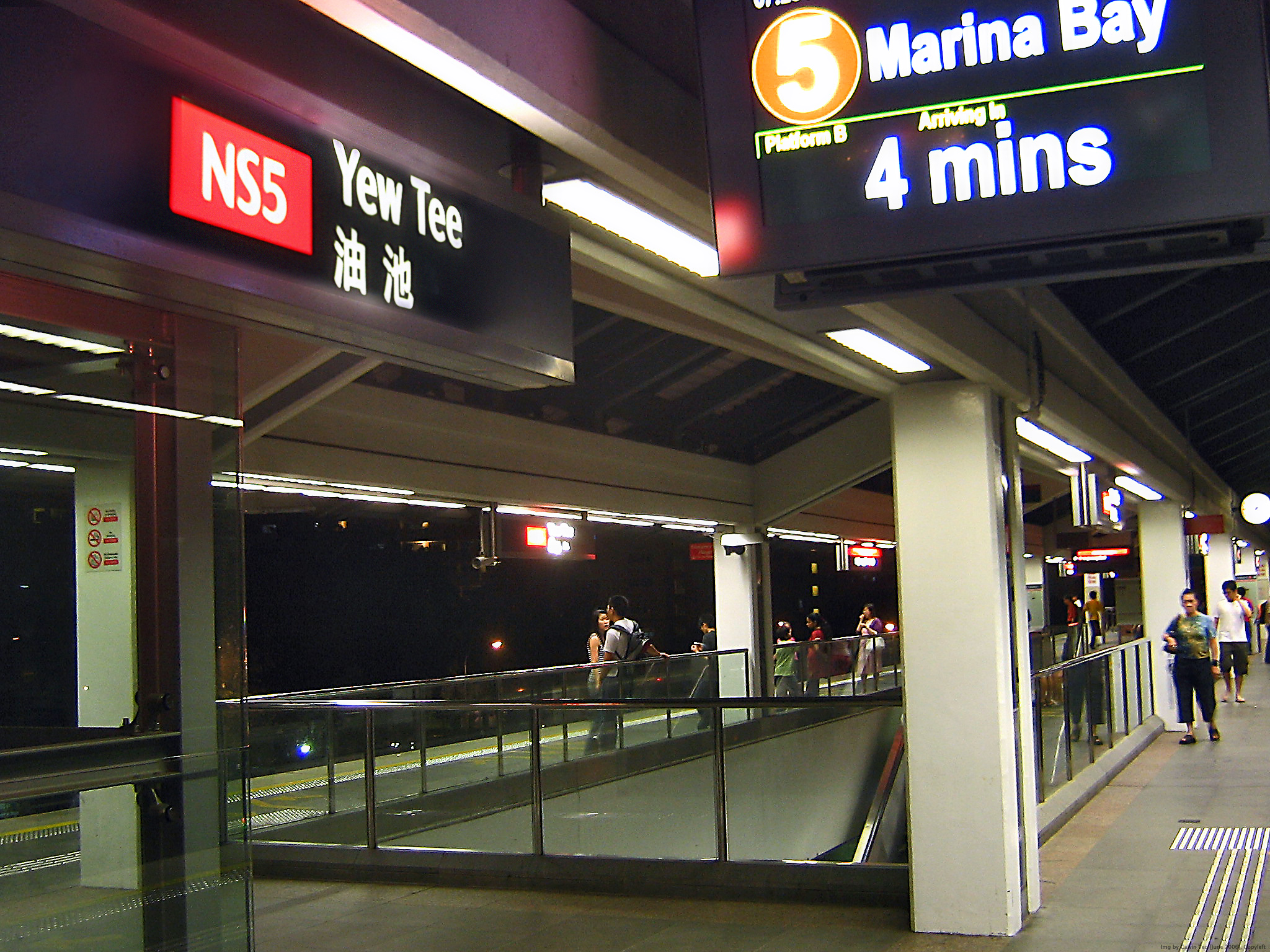
Yew Tee
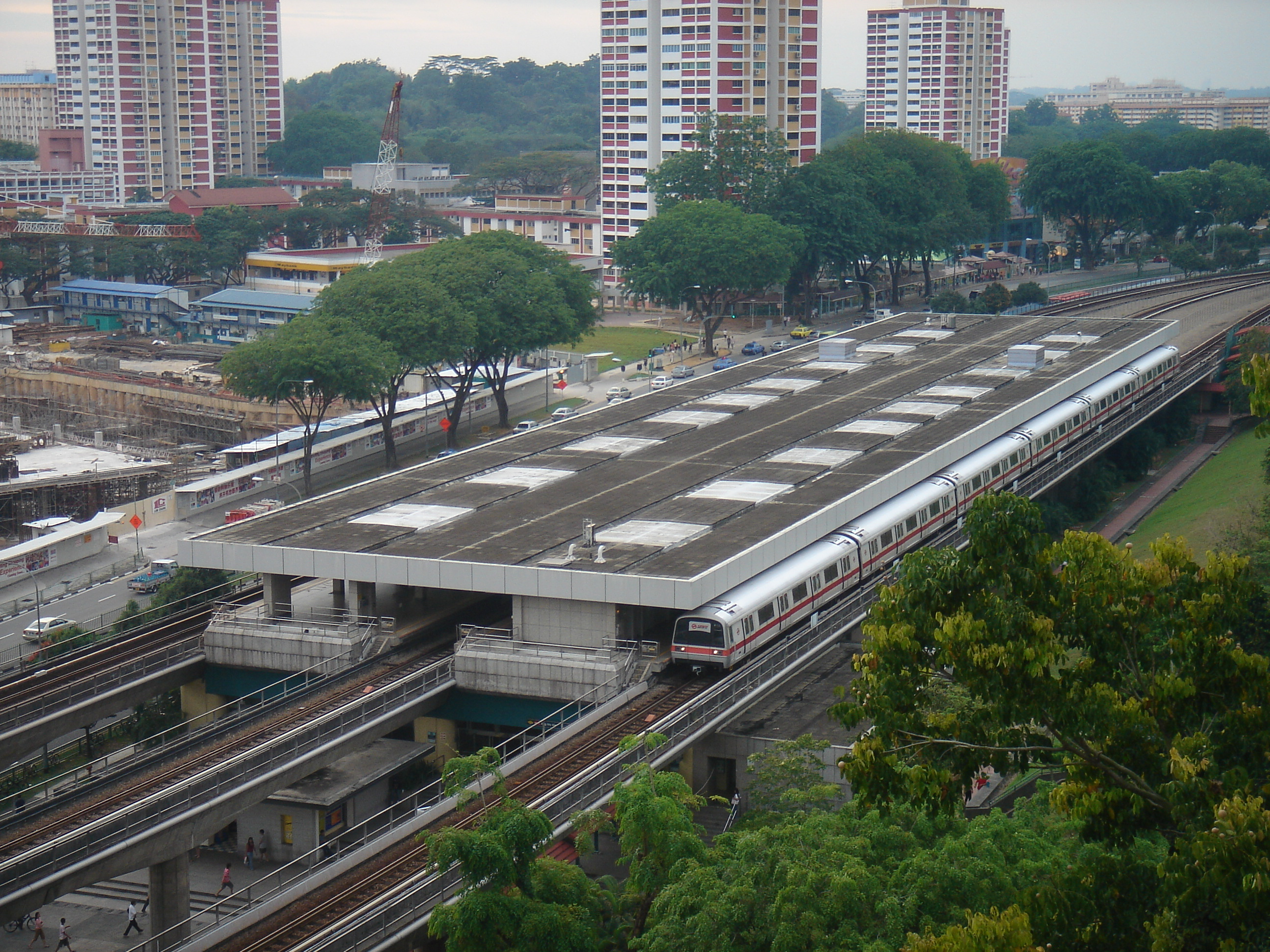
Station Ang Mo Kio van boven.
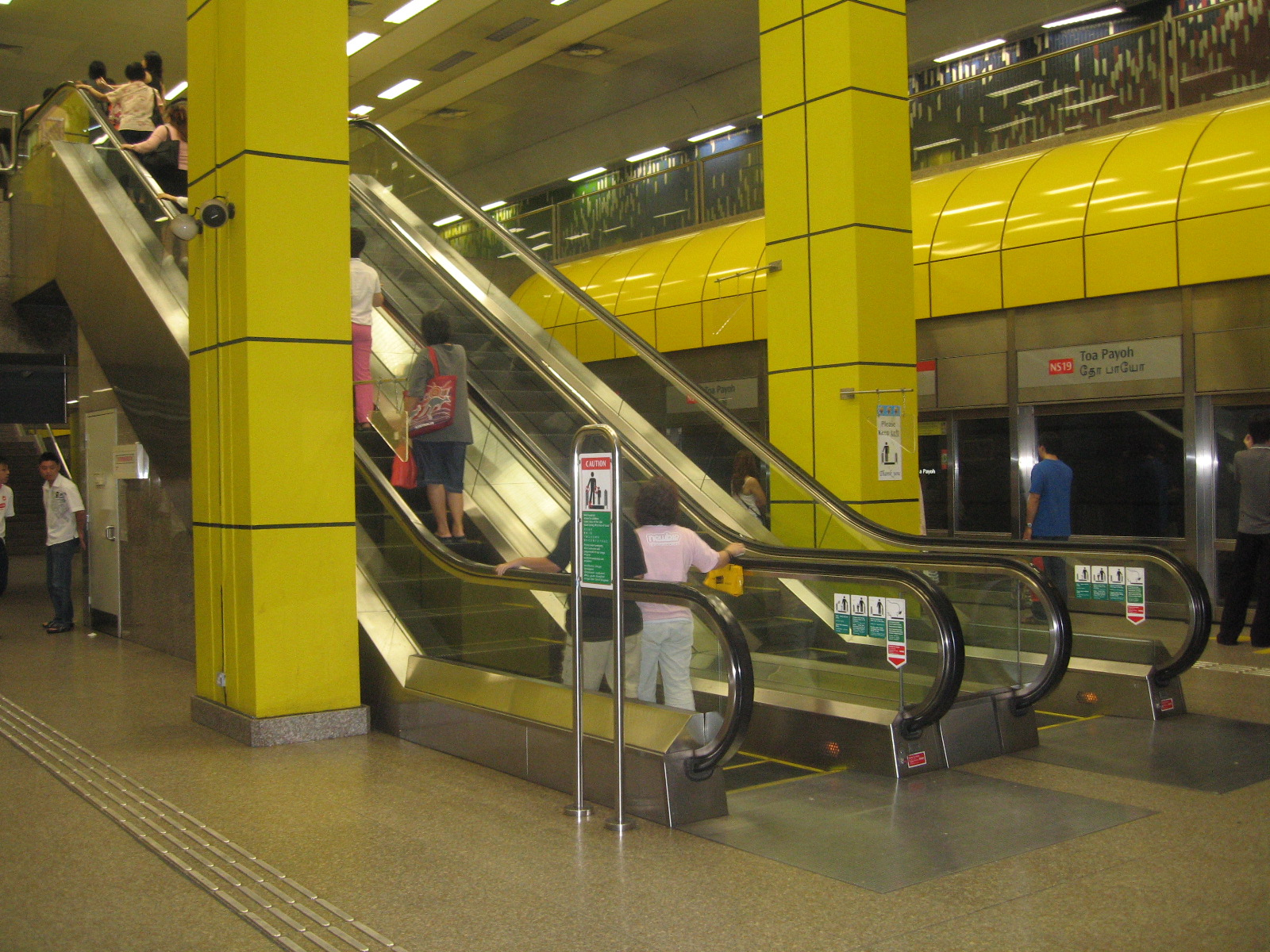
Toa Payoh
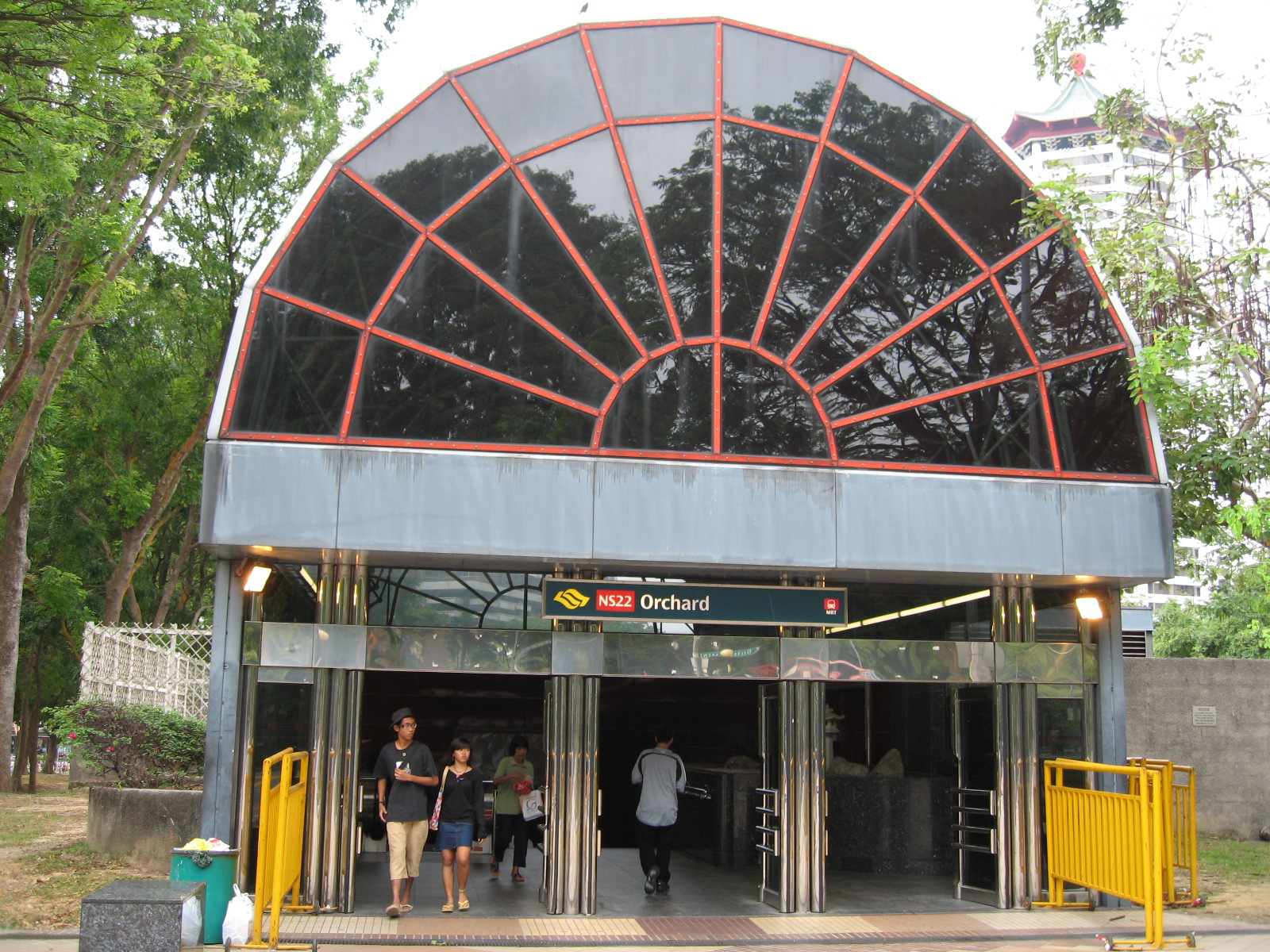
Orchard
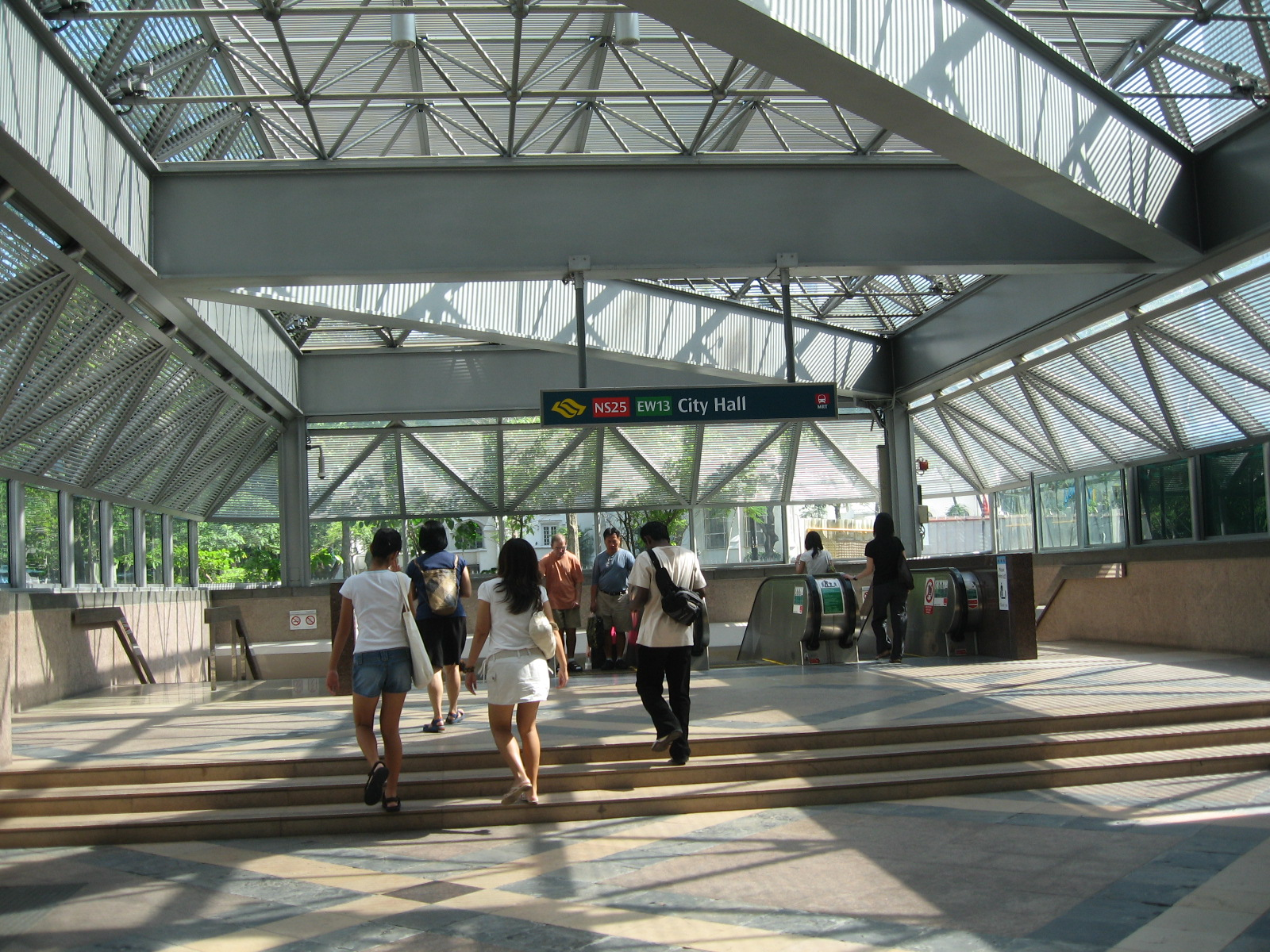
Ingang station City Hall.
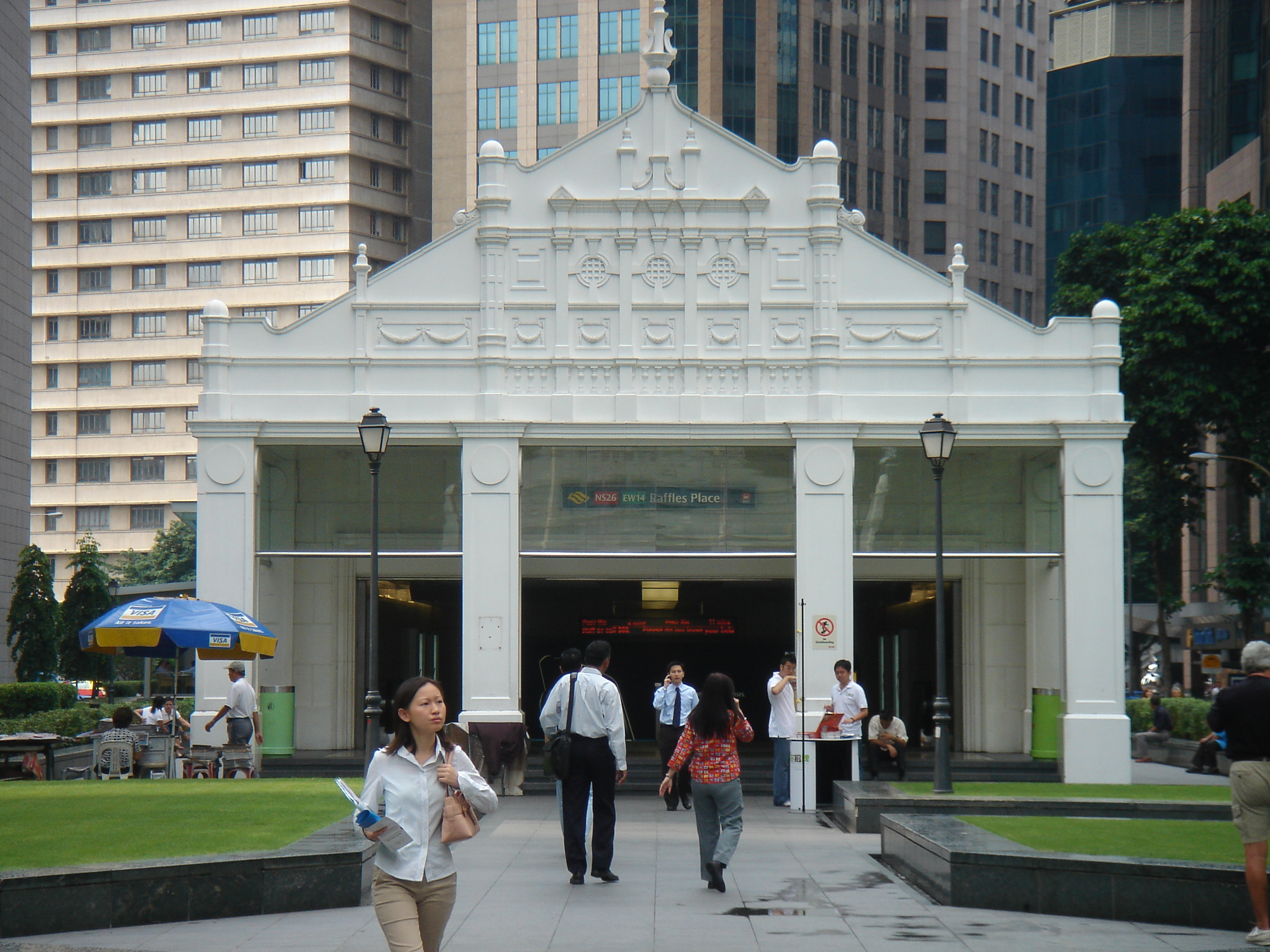
Ingang station Raffles Place